# Amor fugitivo
Amor fugitivo es una escultura de Auguste Rodin concebida en 1886. Son dos figuras: un hombre y  una mujer, quienes se encuentran abrazados de espaldas sobre una roca. Representan a Paolo y Francesca haciendo alusión al Canto Quinto. 
La obra se encuentra en las hojas o jambas de la parte derecha de La puerta del Infierno. Aunque tuvo mayor reconocimiento por sí sola, pero el escultor decidió colocar esta escultura.
En la imagen se nota que el hombre la sostiene queriéndola alcanzar, ella llevada por el viento o el vacío, huye, por eso se le conoce como "amor fugitivo".
El grupo apareció en la galería de Georges Petit en 1887. En aquella ocasión fue apreciada por el crítico Gustave Geffroy, quien escribió:

El grupo presenta la carrera precipitada y feroz de una mujer que lleva sobre su espalda, como cadena, a su víctima, el hombre inanimado y rígido. La espalda de la mujer se hunde, el torso de el hombre se aplasta, sus piernas cuelgan, y se dibuja un arabesco de miembros furiosos y de miembros muertos.

La escultura volvió a presentarse en la galería de Petit en 1889 por la exposición con el artista impresionista Claude Monet. Tuvo mucho éxito, por lo que se reprodujo en bronce y mármol. 
Como muchas de las obras del artista, Amor fugitivo surgió del unir dos piezas. El hombre es El hijo pródigo. Su rostro trágico es el de Paolo en la escultura Paolo y Francesca.